# Lahontan
Lahontan – miejscowość i gmina we Francji, w regionie Nowa Akwitania, w departamencie Pireneje Atlantyckie.
Według danych na rok 1990 gminę zamieszkiwały 463 osoby, a gęstość zaludnienia wynosiła 32 osób/km² (wśród 2290 gmin Akwitanii Lahontan plasuje się na 739. miejscu pod względem liczby ludności, natomiast pod względem powierzchni na miejscu 789.).